# 比尔·怀亚特
比尔·怀亚特（英語：Bill Wyatt，1938年7月27日—），澳大利亚篮球运动员。他参加了1964年夏季奥林匹克运动会和1972年夏季奥林匹克运动会的男子篮球比赛。